# Диевас
Ди́евас (Диевс, Диев, Дейвс, лит. dievas, латыш. dievs, латг. dīvs, прус. deiws — дословно Бог) — в балтийской мифологии бог неба, главный среди богов. Диевас обычно представлялся пассивным божеством и непосредственно не влиял на судьбы людей.

## Описание

### Пантеон
Этнограф Пётр Петрович Шмидт супругой Диеваса считал богиню землю Земес-мате, кто вместе составлял типичную индоевропейскую пару матери-земли и отца-неба. У Диевса есть два сына, в более древней форме — сын Усиньш и дочь Лайме. В латышских народных песнях сохранились фрагменты мотивов и символы, связывающие детей Диевса с обожествляемыми близнецами других традиций.

### Мифология
В Волынской летописи 1252 года перечисляются боги, которым втайне поклоняются: «жряше богом своими втаин, первому Нънадьеви, и Телявелю, и Диверикъзу». Нънадей, в чьём имени выделяется элемент -diev, и Диверикъзу могут указывать на Диеваса. Во вставке 1261 года западнорусского переписчика перевода «Хроники» Иоанна Малалы говорится, что бог-кузнец Телявель сковал для Перкунаса (или бога Совия) солнце и поместил его на небо, оказавшись вблизи Диеваса (назван также Андаем).
В литовской мифологии Диевас появляется исключительно со своими лошадьми — верхом или в повозке, спускаясь с высокой горы, где находится его богато украшенная усадьба. Он медленно спускается к земле, чтобы не помешать росту побегов и работе пахарей. Одна из его функций — сельскохозяйственная: он ускоряет рост ржи и останавливает рост сорняков. Бог неба Диевас и его супруга Жемина, богиня земли — архетипичная пара матери-земли и отца-неба, свойственная для балтийских и славянских народов.